# Guiu Bonacolsi
|  | Per a altres significats, vegeu «Guiu I Bonacolsi». |

Guiu Bonacolsi   (segle XIII - Màntua, 24 de gener de 1309 (Gregorià)) —Guido Bonacossi (italià)— conegut per "Botticella" fou fill de Joan Bonacolsi.
Fou podestà de Màntua el 1291. Va ser derrocat pel seu fill Bardelló el setembre del mateix any. Més tard va ser vicari de Luzzara el 1293; el 2 de juliol de 1299, enderrocat Bardelló Bonacolsi, fou nomenat capità perpetu del poble de Màntua; el bisbe de Trento li va reconèixer el feu de Castellaro el 1302 i després el va investir amb Villa dei Cavalieri, Villagrossa, Pampuro i Gazo.
Va morir a la ciutat de Màntua el 24 de gener del 1309. Es va casar amb Franceschina Maggi de Brescia, i el 1299, en segones noces, amb Contanza della Scala, filla d'Albert I della Scala senyor de Verona i Verde di Salizzole. Va deixar només dues filles: Agnese i Fiordiligi; va deixar també un fill natural anomenat Pietro, que fou canònic de la catedral de Màntua. El va succeir el seu germà Rinald Bonacolsi, conegut per Passerino.